# Juan Herrera Hernández
Juan Herrera Hernández, també anomenat Herrerita, (Las Palmas de Gran Canaria, 8 de gener de 1920 - Las Palmas de Gran Canaria, 11 d'agost de 1995) fou un futbolista canari de la dècada de 1940.

## Trajectòria
Començà la seva carrera al CD Gran Canaria, essent fitxat pel FC Barcelona l'any 1941. Amb el Barça només jugà una temporada, amb un únic partit de lliga jugat a primera divisió, essent campió de la Copa. La temporada 1942-43 fou cedit al Gimnàstic de Tarragona i posteriorment retornà a les Canàries per jugar al Real Club Victoria i la UD Las Palmas.

## Palmarès
- Copa espanyola:
  - 1941-42